# Macrotrachela armillata
Macrotrachela armillata är en hjuldjursart som först beskrevs av Murray 1911.  Macrotrachela armillata ingår i släktet Macrotrachela och familjen Philodinidae. Inga underarter finns listade i Catalogue of Life.